# Никејски симбол вјере
Никејски симбол вјере (грч. Σύμβολον τῆς Νικαίας; лат. Symbolum Nicaeum) је званични текст исповедања вере прихваћених међу већином хришћанских деноминација усвојен на Првом васељенском сабору 325. године у Никеји, Римско царство. На Другом васељенском сабору 381. године Никејски симбол вјере је проширен и допуњен, а измењени облик се такође назива Никејски символ вере, или Никејско-цариградски симбол вере.
Никејски симбол вере је део исповедања вере која се захтева од оних који преузимају важне функције унутар православних и католичке цркве. Никејско хришћанство сматра Исуса божанским и „рођеним од Оца“. Различита не-никејска учења, веровања и вероисповести су формирана од четвртог века, а присталице никејског хришћанства сматрају их јересима.
У западном хришћанству, Никејски символ вере је у употреби поред мање распрострањеног Апостолског симбола вере. У црквеним хоровима, посебно када се поје на латинском, ово исповедање вере се обично помиње својом првом речју, Credo. Недељом и током светковина, један од ова два исповедања се рецитује у римској обредној миси након проповеди. У византијском обреду, Никејски символ вере се пева или рецитује током литургије, непосредно пре анафоре, а такође се чита свакодневно током повечерја.

## Верзије изворног текста
Исповедање вере усвојено на Сабору у Никеји је следеће: